# Gnetum ula
Gnetum ula är en kärlväxtart som beskrevs av Adolphe-Théodore Brongniart. Gnetum ula ingår i släktet Gnetum och familjen Gnetaceae. Inga underarter finns listade i Catalogue of Life.